# Puff, the Magic Dragon
Puff, the Magic Dragon è un brano musicale composto da Leonard Lipton e Peter Yarrow.
Nel 1969 la rivista Newsweek ha suggerito che la canzone potesse essere un inno al consumo di marijuana. Gli autori hanno ripetutamente smentito la leggenda metropolitana.

## Il brano
il testo di Puff, the Magic Dragon si basa su un poemetto del 1959 di Leonard Lipton, allora studente diciannovenne della Cornell University. A sua volta Lipton si era ispirato a una poesia di Ogden Nash dal titolo The Tale of Custard the Dragon.
La canzone narra la storia di un draghetto di nome Puff e del suo compagno di giochi, Jackie Paper, un bambino che una volta cresciuto perde interesse nel mondo fantastico e immaginario delle avventure d'infanzia e lascia da solo Puff (la strofa: «A dragon lives forever, but not so little boys» viene generalmente considerata indicante il fatto che solo il piccolo Jackie Paper diventi adulto). La storia della canzone si svolge nell'immaginaria terra di "Honalee" nei pressi del mare.

## Riferimenti nella cultura di massa
- Il nome in codice del Douglas AC-47, fuori produzione negli anni '50, divenne, da quel decennio ad oggi, "Puff the Magic Dragon".[3]
- La canzone viene citata in una scena del film Ti presento i miei nella quale Greg Focker (Ben Stiller) cerca inutilmente e con grande disagio di spiegare a Jack Byrnes (Robert De Niro) il presunto sottotesto ambiguo del brano circa la marijuana.
- La canzone è citata in Good Morning, Vietnam, celeberrima commedia con Robin Williams e Forest Whitaker.

## Curiosità
- La melodia della canzone è molto simile al brano Voglio scoprir l'America di Fred Buscaglione, del 1957.[senza fonte]